# حسین الشرع
حسین علی الشرع (زادهٔ ۱۹۴۶) یک اقتصاددان سوری و فعال ملی‌گرای سابق عرب است. او پدر احمد الشرع، رئیس‌جمهور سوریه است.

## زندگی‌نامه
حسین الشرع در فیق، بلندی‌های جولان، سوریه به دنیا آمد. پدرش، علی محمد الشرع، زمین‌دار بود و خانواده‌اش بیشتر زمین‌های فیق را در اختیار داشتند. پدربزرگ حسین الشرع، محمد خالد الشرع و عموهایش از مبارزان علیه استعمار فرانسه بودند. این خانواده در سال ۱۹۶۷ پس از اشغال اسرائیل در طول جنگ شش‌روزه آواره شدند.
او پسرعموی فاروق الشرع است. علاوه بر این، عمویش با عمه فاروق ازدواج کرده بود.
حسین الشرع یک فعال دانشجویی ملی‌گرای عرب برای ناصری‌ها در سوریه بود. او در جریان پاکسازی‌های ضد ناصری پس از کودتای ۱۹۶۱ و ۱۹۶۳ که جمهوری متحد عربی را متلاشی کرد و حزب بعث سوسیالیست عرب را به قدرت رساند، توسط نئوبعثی‌های سوریه زندانی شد. الشرع بعداً برای تکمیل تحصیلات عالی خود در عراق در سال ۱۹۷۱ از زندان فرار کرد. در این دوره برای همکاری با فداییون فلسطینی سازمان آزادی‌بخش فلسطین به اردن سفر کرد. پس از بازگشت به سوریه در دهه ۱۹۷۰، سپس تحت حکومت حافظ اسد، مجدداً قبل از آزادی و پناهندگی در عربستان سعودی به زندان افتاد. او چندین کتاب سیاسی نوشت.
او فارغ‌التحصیل اقتصاد از دانشگاه بغداد است.

## کتاب‌ها
او کتاب‌های متعددی به زبان عربی در مورد توسعه اقتصادی منطقه‌ای منتشر کرده است، به ویژه با تمرکز بر منابع طبیعی و سهم بالقوه آنها در آموزش، کشاورزی و پیشرفت نظامی.